# Piptospatha truncata
Piptospatha truncata là một loài thực vật có hoa trong họ Ráy (Araceae). Loài này được (M.Hotta) Bogner & A.Hay mô tả khoa học đầu tiên năm 2000.